# صموئيل جونز (لاعب كرة قدم)
صموئيل جونز (بالإنجليزية: Samuel Jones)‏ هو لاعب كرة قدم ومدرب كرة قدم بريطاني، (ولد في ويلز في المملكة المتحدة 1866  م). لعب مع نادي تشستر سيتي.